# Peter LeMarc (musikalbum)
Peter LeMarc är ett självbetitlat studioalbum av Peter LeMarc från 1987. Skivan rankades av Sonic Magazine i juni 2013 som det 99:e bästa svenska albumet någonsin. Omslaget formgavs av Lasse Ermalm.
Följande låtar gavs ut som singlar från albumet: "Håll om mej!", "Vägen (låter oss längta)" samt "Vänta dej mirakel!" Låten "Regnig dag vid västerhav", som ingår på CD-utgåvorna av albumet, utkom som singel året innan albumet släpptes.

## Låtlista
Musik och text av Peter LeMarc.
1. Vägen (låter oss längta)
2. Som att vänta regn
3. Vänta dej mirakel!
4. Håll om mej!
5. (Jag ska) gå hel ur det här
6. Vi kunde dansa
7. Du tillhör mej
8. Hur hjärtat jämt gör som det vill
9. Världen stannar av
10. Början på en lång historia
11. Regnig dag vid västerhav
12. Spökamazonen
13. Under en måne som en silverpeng
14. Ring av silver

### Anmärkning
Nr 11–14 var bonusspår som bara ingick i CD- och kassettbandsversionerna av albumet.

## Medverkande i urval
- Peter LeMarc – sång
- Per Boysen – gitarr
- Torbjörn Hedberg – klaviatur
- Werner Modiggård – trummor
- Thomas Svensson – trummor
- Tony Thorén – bas; producent

## Listplaceringar
| Lista (1987) | Topplacering |
| ------------ | ------------ |
| Sverige      | 6            |